# 1943: The Battle of Midway
1943: The Battle of Midway ist ein vertikal scrollendes Shoot-’em-up-Spiel für Spielhallenautomaten, das von der japanischen Firma Capcom 1987 veröffentlicht wurde. 1943 war der direkte Nachfolger des im Jahre 1984 veröffentlichten Spiels 1942.
Capcom veröffentlichte 1988 die Portierung auf das Nintendo Entertainment System. Weiterhin wurde das Spiel aber auch für die Heimcomputer Atari ST, ZX Spectrum, Schneider/Amstrad CPC, Commodore 64 und Amiga angeboten. 2005 wurde das Spiel für die Xbox und die PlayStation 2 als Teil der Capcom Classics Collection veröffentlicht. Die unterschiedlichen Umsetzungen unterscheiden sich stark im Grad der Qualität.
Eine ein Jahr später erschienene japanische Ausgabe des Spiels nannte sich 1943 Kai oder 1943: Midway Kaisen, unterscheidet sich jedoch nur marginal vom Originalspiel.
Der Titel des Spiels bezieht sich zum einen auf das Kriegsjahr 1943 (in Fortsetzung des Vorgängertitels 1942) und zum anderen auf die Schlacht um Midway, die allerdings im Jahr 1942 stattfand.

## Gameplay
1943: The Battle of Midway spielt während des Zweiten Weltkriegs an der Küste des Midway-Atolls. Ziel des Spieles ist es, den eigenen Flugzeugträger zu beschützen und die japanische Flotte zu dezimieren. Innerhalb von 16 Spielstufen muss der Spieler das japanische Schlachtschiff Yamato erreichen und vernichten.
Das Spiel selbst spielt sich wie sein Vorgänger 1942, allerdings mit einigen Besonderheiten. Zum einen währen die üblichen Power-ups nicht ewig, sondern stellen eine Art zusätzliche Waffensysteme dar, die nur über einen begrenzten Munitionsvorrat verfügen. Nach Ablauf dieses Vorrates muss der Spieler wieder die Standardwaffe verwenden. Zum anderen führen bei 1943 Kontakte des Spielerflugzeugs mit Kugeln oder Feinden nicht sofort zum Ableben, das Spiel verwendet stattdessen einen Energiebalken. Erst wenn diese Energie verbraucht ist, wird das Flugzeug zerstört. Allerdings endet hier das Spiel regulär und kann nur durch Continues, bzw. in der Automatenversion durch den Nachwurf von Münzen, weitergeführt werden.
Die Spielstufen gliedern sich in jeweils zwei Abschnitte. Im ersten Teil startet der Spieler mit seinem Flugzeug, einer P-38 Lightning, von Bord des beschädigten Flugzeugträgers und kämpft gegen eine Vielzahl japanischer Flugzeuge unterschiedlicher Größen. Im zweiten Teil der Levels sinkt das Flugzeug bis auf Bodenhöhe herab, um japanische Kriegsschiffe zu bekämpfen. Diese Schiffe haben in 1943 die Funktion des Endgegners und werden vor dem Angriff namentlich benannt. Dabei handelt es sich allerdings nicht nur um japanische Kriegsschiffe, die tatsächlich an der Schlacht um Midway teilgenommen haben, sondern auch um Schiffe, die an anderen Kriegsschauplätzen im Einsatz waren, sowie um fiktive Flugzeuge riesiger Größe. Am Ende des Levels landet das Spielerflugzeug wieder auf dem Flugzeugträger, und der Zerstörungsgrad der Ziele wird prozentual berechnet. Anschließend wird der Spieler mit entsprechenden Bonuspunkten belohnt.

## Nachfolger
Die 19xx-Serie besteht aus folgenden weiteren Automatenspielen:
- 1942 (1984)
- 1943 – Midway Kaisen (1988): Das Spiel wurde lediglich auf dem japanischen Markt veröffentlicht. Es handelte sich um eine schnellere und grafisch überarbeitete Version des Vorgängerspiels. Die meisten Sounds und Grafiken wurden überarbeitet und auch etliche Elemente des Spiels wurden ersetzt. Obwohl das Spiel vorher nicht in den USA veröffentlicht worden war, war 1943 – Midway Kaisen in der 2005 erschienenen Capcom Classics Collection für die PlayStation 2 und Xbox enthalten.
- 1941: Counter Attack (1990)
- 19XX – The War Against Destiny (1995)
- 1944 – The Loop Master (2000)

## Rezeption
In der Spielerszene wird das Spiel durchweg als simpel empfunden. Bemängelt wird auch der fehlende 2-Spieler-Modus. So schreibt die Computer and Video Games in ihrer Ausgabe vom Oktober 1988, dass es zwar kaum Verbesserungen zu seinem Vorgänger (1942) bietet, aber gleichwohl ein gutes Gameplay zeitigt. Es wurden 6 von 10 Punkten vergeben.
Das englische Videospiele-Magazin The Games Machine (erschienen von 1987 bis 1990) beurteilt in ihrer 14. Ausgabe vom Januar 1989 das Gameplay von 1943 als vorhersagbar, einfach zu spielen und daher langweilig.
Die Zeitschrift Power Play vom Januar 1989 lobt das sanfte Scrolling, die Extra-Waffen und den herausfordernden Gegner.
„Sehr geistreich ist das Spielprinzip nicht, aber es bietet handfeste Action.“